# Кубок світу з біатлону 2018—2019 — етап 6
Шостий етап Кубка світу з біатлону 2018—19 відбувається в Антерсельві, Італія, з 24 по 27 січня 2019 року. До програми етапу буде включено 6 гонок:  спринт, гонка переслідування та мас-старт у чоловіків та жінок.

## Гонки

### Чоловіки
| Гонка:                 | Золото:                      | Час               | Срібло:                      | Час               | Бронза:                   | Час               | Дж. |
| Спринт 10 км           | Йоганнес Тінгнес Бо Норвегія | 23:53.9 (0+1)     | Ерленн Б'єнтегор Норвегія    | 24:11.4 (0+0)     | Антонен Гігонна Франція   | 24:14.1 (0+1)     |     |
| Переслідування 12,5 км | Йоганнес Тінгнес Бо Норвегія | 31:33.7 (1+1+0+1) | Антонен Гігонна Франція      | 32:08.5 (0+0+1+0) | Кантен Фійон Майє Франція | 32:14.3 (1+0+0+1) |     |
| Мас-старт 15 км        | Кантен Фійон Майє Франція    | 34:39.4 (0+0+0+0) | Йоганнес Тінгнес Бо Норвегія | 34:53.7 (0+0+1+1) | Арнд Пайффер Німеччина    | 35:04.0 (0+0+0+0) |     |

### Жінки
| Гонка:               | Золото:                  | Час               | Срібло:                    | Час               | Бронза:                        | Час               | Дж. |
| Спринт 7,5 км        | Маркета Давідова Чехія   | 21:40.7 (0+0)     | Кайса Мякяряйнен Фінляндія | 21:42.4 (0+1)     | Марте Олсбю Ройселанд Норвегія | 21:44.2 (1+0)     |     |
| Переслідування 10 км | Доротея Вірер Італія     | 29:20.1 (1+0+0+1) | Лаура Дальмаєр Німеччина   | 29:26.1 (0+0+1+0) | Ліза Вітоцці Італія            | 29:36.3 (1+0+0+1) |     |
| Мас-старт 12,5 км    | Лаура Дальмаєр Німеччина | 35:32.8 (1+0+0+0) | Маркета Давідова Чехія     | 35:45.9 (0+0+1+0) | Ванесса Гінц Німеччина         | 35:49.2 (1+0+0+0) |     |

## Досягнення
Перша індивідуальна перемога на етапах Кубка світу
- Маркета Давідова — спринт
- Кантен Фійон Майє — мас-старт